# Market Rasen
Market Rasen is een civil parish (town) in het district West Lindsey in het Engelse graafschap Lincolnshire met ruim 3904 inwoners. Twee nabijgelegen kleinere nederzettingen zijn West Rasen en Middle Rasen. De plaatsen worden doorsneden door het riviertje de Rase. Vanouds stond East Rasen lokaal bekend als Little Rasen, maar dat veranderde snel na de opening van het spoorwegstation in 1848. In het centrum overheerst de rode bakstenen bebouwing in Georgiaanse en victoriaanse stijl uit de 19e eeuw.
Tijdens de Koude Oorlog bevonden zich zes militaire installaties van de RAF binnen een straal van 25 kilometer rond Market Rasen.
Op 5 km onder de grond 4 km ten noorden van de stad lag het hypocentrum van de aardbeving die Groot-Brittannië trof in de vroege morgen van 27 februari 2008. De Lincolnshire Earthquake of Market Rasen Earthquake was met een kracht van 5.3 op de Richterschaal de zwaarste schok sinds 1984. De schade bedroeg miljoenen ponden maar fatale ongevallen bleven uit. De trillingen werden in heel Engeland gevoeld, en geregistreerd op seismografische meetstations van Bangor in Noord-Ierland tot Haarlem. Aardbevingen van deze magnitude komen gemiddeld eens in dertig jaar voor op het Britse eiland.

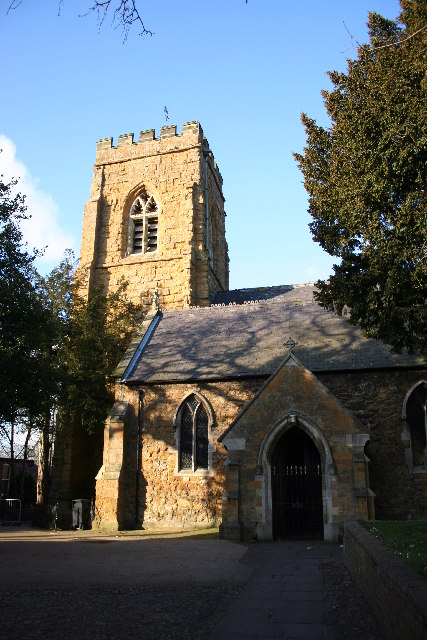
Kerk van St Thomas

## Inwoners
De stad bracht enkele succesvolle lyricisten voort. Rod Temperton, die de tekst van Thriller schreef voor Michael Jackson, bezocht de middelbare school De Aston School. Bernie Taupin, de schrijver van Candle in the Wind in 1973, trouwde in 1971 in de rooms-katholieke Holy Rood Catholic Church. Elton John was getuige.